# Sarıkaya, Kıbrıscık
Sarıkaya là một xã thuộc huyện Kıbrıscık, tỉnh Bolu, Thổ Nhĩ Kỳ. Dân số thời điểm năm 2010 là 107 người.